# Borongan
Borongan es un municipio y la cabecera de la provincia de Sámar Oriental en Filipinas. Según el censo del 2000, tiene 55,141 habitantes.

## Barangayes
Borongan se subdivide administrativamente en 61 barangayes.
| - Alang-alang - Amantacop - Ando - Balacdas - Balud - Banuyo - Baras - Bato - Bayobay - Benowangan - Bugas - Cabalagnan - Cabong - Cagbonga - Calico-an - Calingatngan - Campesao - Can-abong - Can-aga - Camada - Canjaway | - Canlaray - Canyopay - Divinubo - Hebacong - Hindang - Lalawigan - Libuton - Locsoon - Maybacong - Maypangdan - Pepelitan - Pinanag-an - Purok D1 (Población) - Purok A (Población) - Purok B (Población) - Purok C (Población) - Purok D2 (Población) - Purok E (Población) - Purok F (Población) - Purok G (Población) | - Purok H (Población) - Punta María - Sabang North - Sabang South - San Andrés - San Gabriel - San Gregorio - San José - San Mateo - San Pablo - San Saturnino - Santa Fe - Siha - Songco - Sohutan - Suribao - Surok - Taboc - Tabunan - Tamoso |